# Diante do Trono (álbum de Diante do Trono)
Diante do Trono é o álbum de estreia da banda mineira de música cristã contemporânea Diante do Trono, gravado no dia 31 de janeiro de 1998, na Igreja Batista da Lagoinha, na cidade de Belo Horizonte, Minas Gerais. O álbum foi gravado para arrecadar lucros para combater a prostituição infantil na Índia.
Em 1998 um grupo de músicos da Igreja Batista da Lagoinha, em Belo Horizonte, se reuniu para gravar as músicas cantadas na comunidade. Com cinco versões de compositores americanos e seis de autoria do grupo, sob a liderança de Ana Paula Valadão, o CD Diante do Trono ganhou forma no templo da própria igreja. A apresentação conteve um público de 7.000.
Vendas
O CD vendeu mais de 680.000 cópias, recebendo a certificação de Disco de Platina Duplo. O DVD vendeu mais de 25.000 cópias, sendo certificado como Disco de Ouro.

## Antecedentes

### Foco do projeto
Em 1995, o pastor Márcio Valadão, pai de Ana Paula, e Sérgio Gomes, maestro da Igreja, resolveram fazer um disco, cujo lucro serviria para combater a prostituição infantil que eles viram em uma viagem à Índia. Em 1997 na cidade de Belo Horizonte, na Igreja Batista da Lagoinha, sob a liderança de Ana Paula Valadão, é formado um grupo de louvor e adoração, que até então não tinha nome.
O material para o álbum foi gravado em 31 de janeiro de 1998, num culto da Igreja Batista da Lagoinha. Junto à Ana Paula, os vocais eram formados por cantores como André Valadão, seu irmão, e Nívea Soares.

## Recepção
| Críticas profissionais | Críticas profissionais |
| Avaliações da crítica  | Avaliações da crítica  |
| Fonte                  | Avaliação              |
| ---------------------- | ---------------------- |
| Super Gospel           | (favorável)            |
| O Propagador           | [ 1 ]                  |

Alguns meses depois da gravação a obra musical foi lançada, com destaque para a canção Diante do Trono. Com a repercussão positiva da canção, o grupo, que até então não possuía nome oficial, passou a chamar-se Diante do Trono. Além desta, outras canções do conjunto também foram muito tocadas nas rádios, especialmente Aclame ao Senhor, Deus de Amor e Manancial.
Posteriormente, a faixa-título foi regravada no álbum comemorativo 10 Anos - Tempo de festa. A faixa Me Libertou faz parte da coletânea Brasil Diante do Trono 1 e também do álbum comemorativo 10 Anos - Com Intensidade. A faixa Deus de Amor integra os álbuns Tua Visão (como espontâneo), Sem Palavras e Renovo, sendo traduzida posteriormente para o alemão. A faixa Manancial está presente também no comemorativo 10 Anos - Tempo de Festa e Tu Reinas, além de integrar o registro audiovisual de Aleluia, em um medley com a canção Águas Purificadoras. Já a faixa A Quem Temerei? integra o comemorativo 10 Anos - Com Intensidade. A faixa Te Agradeço é citada na canção Bênçãos Que Nem Sei Contar, como medley, do álbum Tua Visão.

## Faixas
| N.º | Título                                                    | Compositor(es)                               | Vocais                            | Duração |  |
| 1.  | "Quero Celebrar (Celebrate Living)"                       | Dennis Jernigan/ Versão: Ana Paula Valadão   | Ana Paula Valadão                 | 3:45    |  |
| 2.  | "A Quem Temerei?"                                         | Ana Paula Valadão                            | Ana Paula Valadão                 | 4:23    |  |
| 3.  | "Não Temas"                                               | Ana Paula Valadão                            | Ana Paula Valadão                 | 4:06    |  |
| 4.  | "Me Libertou"                                             | Ana Paula Valadão                            | André Valadão                     | 3:53    |  |
| 5.  | "Se Renovam"                                              | Ana Paula Valadão                            | Ana Paula Valadão                 | 5:15    |  |
| 6.  | "Te Agradeço (Thank You, Lord)"                           | Dennis Jernigan/ Versão: Ana Paula Valadão   | Ana Paula Valadão                 | 5:04    |  |
| 7.  | "Deus de Amor"                                            | Ana Paula Valadão                            | Ana Paula Valadão                 | 6:36    |  |
| 8.  | "Manancial"                                               | Ana Paula Valadão                            | Ana Paula Valadão e André Valadão | 8:13    |  |
| 9.  | "Aclame ao Senhor (Shout To The Lord)"                    | Darlene Zschech/ Versão: Ana Paula Valadão   | Nívea Soares                      | 7:35    |  |
| 10. | "Diante do Trono"                                         | Ana Paula Valadão                            | Ana Paula Valadão                 | 8:55    |  |
| 11. | "Quão Grande És Tu (How Great You Are)"                   | Shannon Wexelberg/ Versão: Ana Paula Valadão | Soraya Gomes                      | 7:13    |  |
| 12. | "Adoramos o Cordeiro (We Will Worship The Lamb of Glory)" | Dennis Jernigan/ Versão: Ana Paula Valadão   | Ana Paula Valadão                 | 7:04    |  |

## Ficha Técnica
- Gravado ao vivo na Igreja Batista da Lagoinha, 31/01/98
- Produção executiva: Pr. Márcio Valadão
- Produção e direção: Ana Paula Valadão
- Arranjos: Paulo Abucater, Sérgio Gomes e Ana Paula Valadão
- Orquestração: Sérgio Gomes
- Líder de louvor: Ana Paula Valadão
- Cantores: Aline Neves, André Valadão, Eduardo Itaborahy, Érika Costa, Marcelo Costa, Nívea Soares, Renata Valadão e Soraya F. Gomes
- Teclados: Paulo Abucater
- Guitarra: Edmar de Oliveira Santos
- Violão aço: Sérgio Gomes
- Contrabaixo: Roney Fares
- Bateria: José Luiz Oliveira
- Sax alto: Samuel Mota e Marcilene Renata da Silva
- Sax tenor: Clélio Geraldo Correia Viana e Luciano Buchacra
- Sax soprano: Soraya F. Gomes
- Trompetes: Anor Luciano Júnior, Renison Oliveira Santos, Christiano Pereira Fernandes, Geraldo da Assenção Lúcio e Airton de Carvalho
- Trompas: Ailton Ramez Ferreira, Sarah Ramez Ferreira, Priscila Martins Viana e Sérgio Gomes
- Trombones: Robert Wagner A. de Macedo, Salim Aquiles Hanzem e Jeff Chandler Freixo
- Coral: 130 vozes do Ministério de Música da IBL
- P.A.: André Espíndola e João Gomes
- Gravado e mixado por Randy Adams
- Overdubs: Pro Music Escola de Música
- Mixagem: Estúdio Polifonia
- Edição e masterização: Paradise Sound, Dallas, Texas
- Fotos: Damaris
- Arte: Tiago Valadão